# Philodryas agassizii
Philodryas agassizii — вид змій родини полозових (Colubridae). Мешкає в Південній Америці. Вид названий на честь швейцарського зоолога Луї Агассіза.

## Поширення і екологія
Philodryas agassizii мешкають в центральній і південній Бразилії, в Уругваї, північній і центральній Аргентині, трапляються в Парагваї. Вони живуть на відкритих ділянках пампи та серрадо. Живляться переважно павуками, іноді також скорпіонами і ящірками. Відкладають яйця.